# Argo

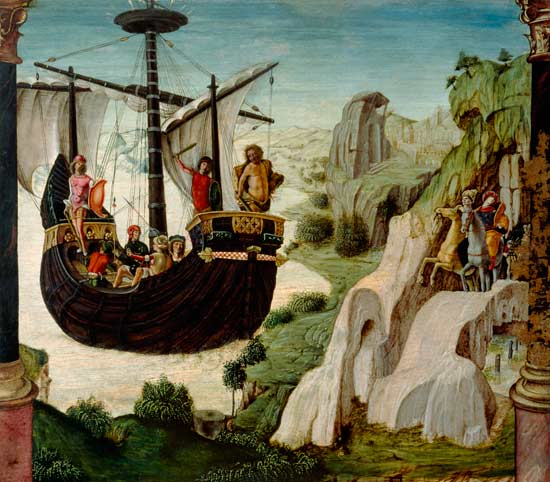
A nau Argo.

Argo na mitologia grega, foi a embarcação construída com a ajuda da deusa Atena para que Jasão e os argonautas navegassem de Iolcos até Cólquida para recuperar o Velocino de Ouro.
O navio com cinquenta remos chamado tinha na proa a imagem de Atena.